# 우마르 사디크
우마르 사디크 메스바흐(영어: Umar Sadiq Mesbah, 1997년 2월 2일 ~ )는 나이지리아의 프로 축구 선수로, 현재 라리가의 발렌시아와 나이지리아 국가대표팀에서 공격수로 활약하고 있다.
사디크는 과거 나이지리아 U-23 국가대표팀을 대표했으며 2016년 하계 올림픽에서 동메달을 획득한 중요한 선수였다.

## 구단 경력

### 초기 경력
나이지리아 카두나에서 태어난 사디크는 어린 나이에 고향의 거리에서 축구를 시작했다. 그는 나중에 쿠사 보이즈라는 지역 팀에서 뛰다가 아프리카의 미래 축구 아카데미에 합류하고 마침내 아부자 풋볼 칼리지에 합류했다. 2013년 6월, 사디크는 FCA와 함께 크로아티아로 여행을 떠났고 크바르네르스카 리비제라 청소년 토너먼트에 참가했다. 그는 대회의 최고 득점자로 경기를 마쳤고 그의 팀이 챔피언이 되도록 도왔다.

### 스페치아
크로아티아에서의 유망한 활약 이후, 사디크는 이탈리아의 클럽 스페치아로 이적했다. 그는 1군 경기에는 출전하지 못했지만, 유소년 팀에서 정기적으로 뛰었다. 2014-15 시즌, 사디크는 캄피오나토 프리마베라의 득점왕이 되었고, 24경기에서 26골을 기록했다.

### 로마
2016년 6월 21일, 로마는 이 옵션을 행사하여 사디크와 누라 압둘라히를 2020년 6월 30일까지 영구 계약했다고 발표했다. 그는 2017년 인터내셔널 챔피언스컵에서 1군과 함께 미국으로 건너갔고, 파리 생제르맹과의 경기에서 유일하게 골을 넣었지만, 승부차기 끝에 패했다.

### 알메리아
2020년 10월 5일, 사디크는 스페인 세군다 디비시온의 UD 알메리아로 5년 계약을 체결했다.

### 레알 소시에다드
2022년 9월 1일, 사디크는 2027-28 시즌이 끝날 때까지 레알 소시에다드와 계약을 맺었다. 단 이틀 후, 사디크는 1-1로 비긴 아틀레티코 마드리드와의 안방 경기에서 데뷔 첫 골을 넣었다. 9월 8일, 사디크는 올드 트래퍼드에서 46분을 뛰었고, 0-1로 이긴 맨체스터 유나이티드와의 경기에서 뛰었다. 3일 후, 헤타페와의 라리가 경기에서 사디크는 전방십자인대부상을 입었고, 이후 수술을 받아 시즌 아웃 판정을 받았다.
라리가 2023-24 시즌 초반, 사디크는 레알 소시에다드가 지로나와 1-1 무승부를 거두면서 경기장에 복귀했다. 나이지리아 국가대표 선수는 74분에 미켈 오야르사발과 교체되어 출전했다. 사디크는 인터 밀란과의 UEFA 챔피언스리그 데뷔 전에서 72분에 미켈 오야르사발과 교체되어 벤치에서 나왔다.

## 국가대표팀 경력
2016년 7월, 사디크는 2016년 하계 올림픽 나이지리아 최종 18인 선수단에 이름을 올렸다. 그는 온두라스를 상대로 한 3위 승리에서 2골을 포함하여 팀의 6경기에 모두 출전하여 4골을 넣었다.
파르티잔에서의 두 시즌을 성공적으로 보내고 떠오르는 알메리아로 이적한 후, 사디크는 2021년 3월 27일과 30일에 열릴 베냉과 레소토와의 2021년 아프리카 네이션스컵 예선 경기를 위해 나이지리아 축구 국가대표팀에 소집된 전화를 받았다.